# Паша (село)
Паша (рос. Паша) — село у Волховському районі Ленінградської області Російської Федерації.
Населення становить 3571 особу. Належить до муніципального утворення Паське сільське поселення.

## Історія
Згідно із законом № 56-оз від 6 вересня 2004 року належить до муніципального утворення Паське сільське поселення.

## Населення
| 1862  | 1926  | 1939 | 1990  | 1997  | 2007  | 2010  |
| ----- | ----- | ---- | ----- | ----- | ----- | ----- |
| 4     | ↗150  | ↗553 | ↗2654 | ↗3129 | ↗3840 | ↘3701 |
| 2012  | 2017  |      |       |       |       |       |
| ↗3844 | ↘3571 |      |       |       |       |       |